# جون ماكورماك (لاعب كرة قدم)
جون ماكورماك (بالإنجليزية: John McCormack)‏ هو مدير ومدرب كرة قدم ولاعب كرة قدم بريطاني في مركز الدفاع، ولد في 25 أبريل 1955 في غلاسكو في المملكة المتحدة. لعب مع نادي أردريونيانز ونادي بارتيك ثيسل ونادي دندي ونادي سانت ميرين.